# Waldner (Unternehmen)
Die Waldner Unternehmensgruppe entwickelt und produziert Abfüllanlagen, Prozess- und Automatisierungsanlagen, Labore und Schul- bzw. Lernräume. Das Unternehmen wurde 1908 von Hermann Waldner in Süddeutschland gegründet und ist mittlerweile weltweit tätig. Der Hauptsitz der Unternehmensgruppe befindet sich in Wangen im Allgäu, wo auch die Waldner Holding SE & Co. KG als Muttergesellschaft für die operativen Firmen der Gruppe fungiert.
Im Geschäftsjahr 2022/2023 beschäftigte die Unternehmensgruppe 1.689 Mitarbeiter und erzielte einen Umsatz von 324 Millionen Euro.
In der Laboreinrichtungsbranche gehört Waldner zu den führenden Anbietern weltweit.

## Geschichte

### Gründung und Anfänge
Die Geschichte des Unternehmens begann 1908, als Hermann Waldner eine Flaschnerei in Wangen im Allgäu übernahm.
Zu Beginn des 20. Jahrhunderts wandten sich viele Landwirte im Allgäu der Milchwirtschaft zu, was zu einem steigenden Bedarf an milchwirtschaftlichen Geräten führte. In diesem Kontext entwickelte sich das ursprünglich auf Bauflaschnerei konzentrierte Geschäft von Hermann Waldner zu einem wichtigen Lieferanten für diese Branche.

### Expansion und Einführung neuer Produkte
In den 1930er Jahren wurden die Molkereigeräte und das Zubehör von Waldner zu wichtigen Bestandteilen der Milchindustrie und Käseproduktion. 1935 begann Anton Waldner, der Sohn des Firmengründers, mit der Entwicklung eigener Produkte für die Molkereiindustrie.
Im Jahr 1942 führte Waldner den „ovalen Melkeimer“ ein, der sich besser halten ließ als bisherige Melkkübel. Bis Ende der 1940er Jahre stellte Waldner verschiedene Produkte her, die für die Region Allgäu typisch sind, darunter Käseformtische, Käsebruchwannen, Messbecher und Melkeimer.
1945 erweiterte Waldner sein Sortiment um Holzverarbeitung und begann mit der Herstellung von Presstischen und Käsehorden. Zu Beginn der 1950er Jahre entwickelte Waldner zudem den ersten modularen Labortisch. Aufgrund der hohen Nachfrage wurde die Produktion von Labormöbeln zu einem eigenen Geschäftsfeld des Unternehmens. Zunächst belieferte Waldner nur die Lebensmittelindustrie, später kamen auch Kunden aus der Chemie- und Pharmaindustrie hinzu. Darüber hinaus stattete Waldner Chemielabore in Schulen mit Labortischen aus.
1947 brachte das Unternehmen den sogenannten Milchpilz auf den Markt; einen Pilzkiosk für den Verkauf von Molkereiprodukten. Insgesamt produzierte Waldner in den 1950er-Jahren 49 Milchpilze.
1957 stellte Waldner in Wangen den ersten Dosomat-Verpackungsautomaten her, gefolgt von Schulmöbeln 1960. 1971 eröffnete das Unternehmen seine ersten Auslandsniederlassungen in den Niederlanden, der Schweiz und Belgien.
In den 1980er Jahren wurde die Planung und Produktion von Schuleinrichtungen und naturwissenschaftlichen Unterrichtsräumen zu einem eigenständigen Geschäftsfeld. Ende der 1990er Jahre erweiterte Waldner sein Angebot um Isolatoren und Containments für verschiedene Branchen.
2006 wurde auf der Messe Achema speziell für Forschungslaboratorien die Waldner-Mediendecke vorgestellt, die alle flüssigen Labormedien, Gase und Strom sowie die Zu- und Abluftführung in der Decke des Labors integriert und somit eine flexiblere und veränderbare Gestaltung des Laborraums ermöglicht. Somit können Umrüstungen oder Nachrüstungen jederzeit durchgeführt werden.
Im Jahr 2009 führte Waldner die Laboreinrichtung Scala ein, die als Nachfolgerserie des Laborsystems mc6 dient.
Ende 2010 nahm das Unternehmen am Stammsitz in Wangen eine neue, 7.000 Quadratmeter große Produktionshalle in Betrieb. Weiterhin investierte die Unternehmensgruppe in Wangen in ein Maschinenkonzept und in neue Produktionshallen.

### Übernahmen und weitere Expansion
Im November 2014 übernahm Waldner die Hohenloher Schulmöbelfabrik Schaffitzel GmbH + Co. KG. Die Marke Hohenloher, unter der Schaffitzel zuvor Schulmöbel vertrieben hatte, blieb bestehen und wurde sowohl im In- als auch im Ausland weiter ausgebaut.
Ende März 2017 wurde eine neue Produktionshalle für die Fertigung von Abzügen und Medienträgern eingeweiht.
2021 expandierte die Unternehmensgruppe in Indien und gründete mit der auf Stahlmöbel ausgerichteten Firma GD Lab Solutions Pvt. Ltd. ein Joint Venture.
Im August 2022 erwarb Waldner das Elektrotechnikunternehmen HAS Technologie GmbH in Bodnegg und erweiterte damit sein Angebot in den Bereichen Steuerungs-, Automatisierungs- und Elektrotechnik. Im Jahr 2023 erfolgte die Übernahme von LabSystems in Australien, um den Markt dieser Weltregion zu erschließen.

### Jüngere Entwicklungen
2023 erfolgte eine Umstrukturierung der Produktionsstätte am Hauptsitz in Wangen. Der Metallbereich der Unternehmensgruppe wurde u. a. mit neuen CNC-Maschinen für die Zerspanung und einem neuen Stab-Bearbeitungszentrum ausgestattet. Zudem ist eine Pulverbeschichtungsanlage geplant, deren Inbetriebnahme für Mitte 2025 vorgesehen ist.

## Unternehmensstruktur
Die Waldner Holding SE & Co. KG mit Sitz in Süddeutschland, Wangen im Allgäu, agiert als Dachgesellschaft für die gesamte Waldner Unternehmensgruppe und koordiniert die Aktivitäten der verschiedenen Geschäftsfelder sowie der 14 Tochtergesellschaften. Das Unternehmen wird von Jochen Früh (Geschäftsführer und Vorstandsvorsitzender), Stephan Schaale (Finanzvorstand) sowie Markus Bieg (Technischer Direktor) geführt.
Waldner beschäftigt aktuell 114 Azubis (Stand: Oktober 2024) und startete mit 47 neuen Lehrlingen in das Ausbildungsjahr 2024.

## Produkte und Dienstleistungen
Die Waldner Unternehmensgruppe gliedert sich in vier Hauptgeschäftsfelder, die jeweils spezifische Branchen und Marktsegmente bedienen. Laut Unternehmensangaben ist die umfangreiche Verfügbarkeit von Zukauf- und Fertigungsteilen, auf die Kunden schnell zugreifen können, auf die hohe Fertigungstiefe in der Produktion zurückzuführen. Der Hauptproduktionsstandort – für alle Geschäftsfelder – ist am Stammsitz in Wangen im Allgäu.

### Füll-, Verschließ- & Verpackungsmaschinen
Die Hermann Waldner GmbH & Co. KG fertigt Abfüllanlagen, Verpackungsmaschinen, Beutel-Packmaschinen sowie Systeme zur Becher- und Deckelentkeimung.
Darüber hinaus produziert das Unternehmen Packmaschinen, die ein direktes Einpacken gefüllter Becher an der Produktionslinie ermöglichen.

### Prozess & Automation
In diesem Bereich bietet Hermann Waldner GmbH & Co. KG. Anwendungen für die Prozessautomatisierung in verschiedenen Branchen an. Dazu gehören Prozessanlagen, Behälter wie Druck- und Ansatzbehälter, Isolatoren, Früchtekochanlagen, Trocknungsanlagen und CIP-Anlagen, MSR-Technik, Mehrweg-Container-Systeme aus Edelstahl sowie Sonderanlagenbau.

### Laborraumtechnologie
Waldner Laboreinrichtungen SE & Co. KG ist ein Anbieter von Laboreinrichtungen für verschiedene Bereiche wie Forschung, Industrie (Chemie und Physik), Start-ups, Labore, Life Science Factories und Universitäten.
Das Sortiment umfasst mobile Labore, Laborraumregelung (Luftmanagement im Labor), Technik zur Laborüberwachung (Lab Control Center), Laborabzüge, Medienträger, Labortische, Laborschränke, Laborspülen, Ver- und Entsorgungssysteme, Wägetische, Sicherheitswägekabinen sowie Anwendungen zum Explosionsschutz.

### Schuleinrichtungen
Die Hohenloher Schuleinrichtungen GmbH & Co. KG stattet Schulen und Berufsschulen mit Lehr- und Lernumgebungen aus. Es werden klassische Räume wie naturwissenschaftliche Fachräume, Räume für MINT-Fächer, Klassenzimmer, Lehrerzimmer und Fachräume für verschiedene wissenschaftliche Disziplinen wie Biologie, Physik und Chemie konzipiert.

## Film und Fernsehen
Die Laboreinrichtungen von Waldner dienen häufig als Drehorte für Krimis wie den Tatort. Im Durchschnitt findet jede dritte forensische Untersuchung in Deutschland in einem Waldner-Labor statt. Für die Netflix-Serie Biohackers stellte Waldner eine komplette Laborzeile mit Ausstattung zur Verfügung. In der Vergangenheit wurde ein ARD-Film über Düngerforschung mit Maria Simon im Waldner-Ausstellungsraum gedreht. Zudem wird der Showroom des Unternehmens regelmäßig für Werbeaufnahmen genutzt, unter anderem von Unternehmen aus der Pharma- und Kosmetikbranche.

## Soziales und kulturelles Engagement
1954 wurde die Waldner Sozialhilfe als eingetragener Verein gegründet, um den Mitarbeitern des Unternehmens in Notlagen und bei Bedürftigkeit Unterstützung anzubieten.
Für die Landesgartenschau Wangen im Allgäu 2024 baute Waldner erstmals seit 1958 wieder drei neue Milchpilze, zwei der Exemplare wurden hierbei gespendet.

## Auszeichnungen
- 2011: Auszeichnung von Waldner Laboreinrichtungen mit dem Manufacturer Award für die nachhaltige Herstellung der Laboreinrichtung Scala durch die US-amerikanische Organisation Labs21.[60]
- 2015: Auszeichnung eines Wertanalyseprojekts von Waldner Laboreinrichtungen mit dem Innovationspreis für Wertanalyse/Value Management durch den Verein Deutscher Ingenieure (VDI).[61]
- 2017: Labor Award von Laborpraxis in der Kategorie Laboreinrichtung.[62]
- 2018, 2024: Auszeichnung mit dem Lab of the Year Award für jeweils neue Laboreinrichtungen.[63][64]